# Will Alsop
William Allen Alsop (Northampton, 12 december 1947 – Londen, 12 mei 2018) was een Britse architect en kunstenaar.

## Levensloop
Alsop werd geboren in Northampton op 12 december 1947, als zoon van een accountant en een huisvrouw. Toen op zestienjarige leeftijd zijn vader overleed besloot Alsop om zijn middelbare school niet af te maken en bij een architectenbureau te gaan werken terwijl hij avondlessen volgde. Nadien ging hij studeren bij de Architectural Association School of Architecture in Londen. Op 23-jarige leeftijd werd hij tweede in de prijsvraag voor het ontwerp van het Centre Pompidou in Parijs. In 1970 studeerde hij af en werkte achtereenvolgens bij de architectenbureaus van Jane Drew en Cedric Price, totdat hij in 1981 samen met John Lyall zijn eigen bureau 'Alsop & Lyall' oprichtte. 
Alsop overleed op 12 mei 2018 op 70-jarige leeftijd na een kort ziekbed.

## Projecten (selectie)
- Cardiff Bay Visitor Centre in Cardiff (1991, gesloopt in 2010)
- Hamburg Ferry Terminal in Hamburg, ontworpen i.s.m. Jan Störmer (1993)
- Hôtel du Département des Bouches-du-Rhône in Marseille (1994)
- Metrostation North Greenwich in Greenwich, Londen (1999)
- Bibliotheek van Peckham, Londen (2000)
- Muzinq, DooWorld en Mediamarkt in Almere (2002)
- Sharp Centre for Design, Ontario College of Art & Design in Toronto (2004)
- Fawood Children's Centre in Harlesden, Londen (2004)
- Ben Pimlott Building van de Universiteit van Londen (2005)
- Blizard Building van Barts and The London School of Medicine and Dentistry in Whitechapel, Londen (2005)
- Alsop Toronto Sales Centre in Toronto (2006)
- Palestra, 197 in Southwark, Londen (2006)
- Herontwikkeling Clarke Quay in Singapore (2006)
- The Public, West Bromwich (2008)
- DLR-station Stratford in Stratford, Londen (2007)
- Herontwikkeling Glenwood Waterfront in Yonkers (2008)
- New Islington in Manchester (2009)
- Westside Gallery Lofts in Toronto (2012)
- Raffles City in Beijing (2009)
- Pauluskerk in Rotterdam (2013)

## Galerij

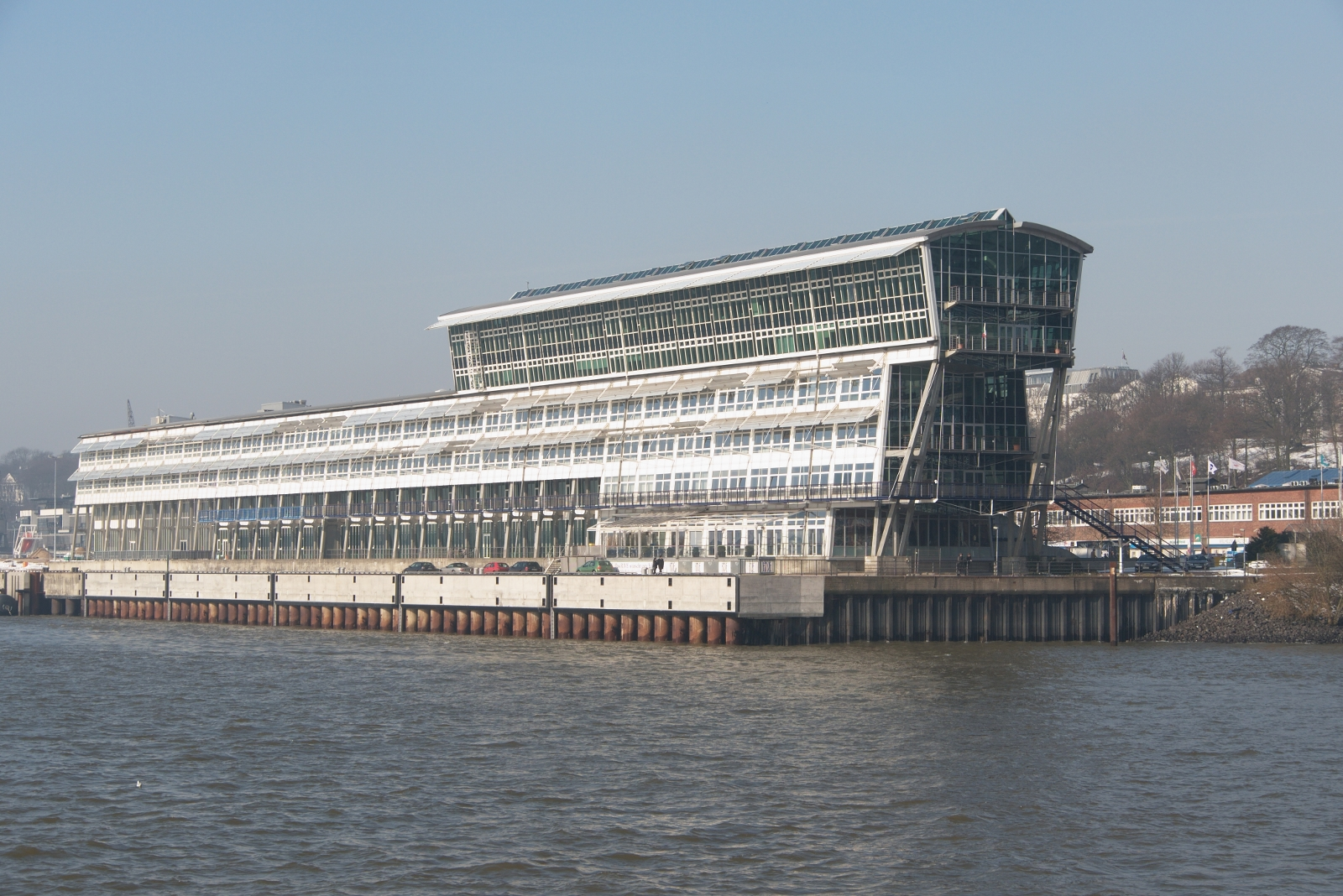
De Ferry Terminal in Hamburg (1993)
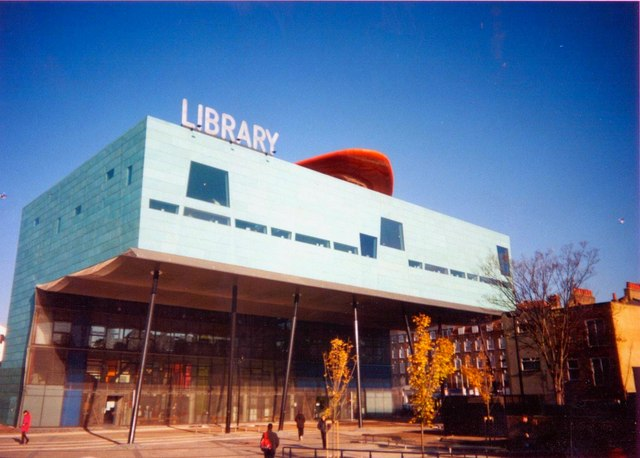
De bibliotheek van Peckham (2000)
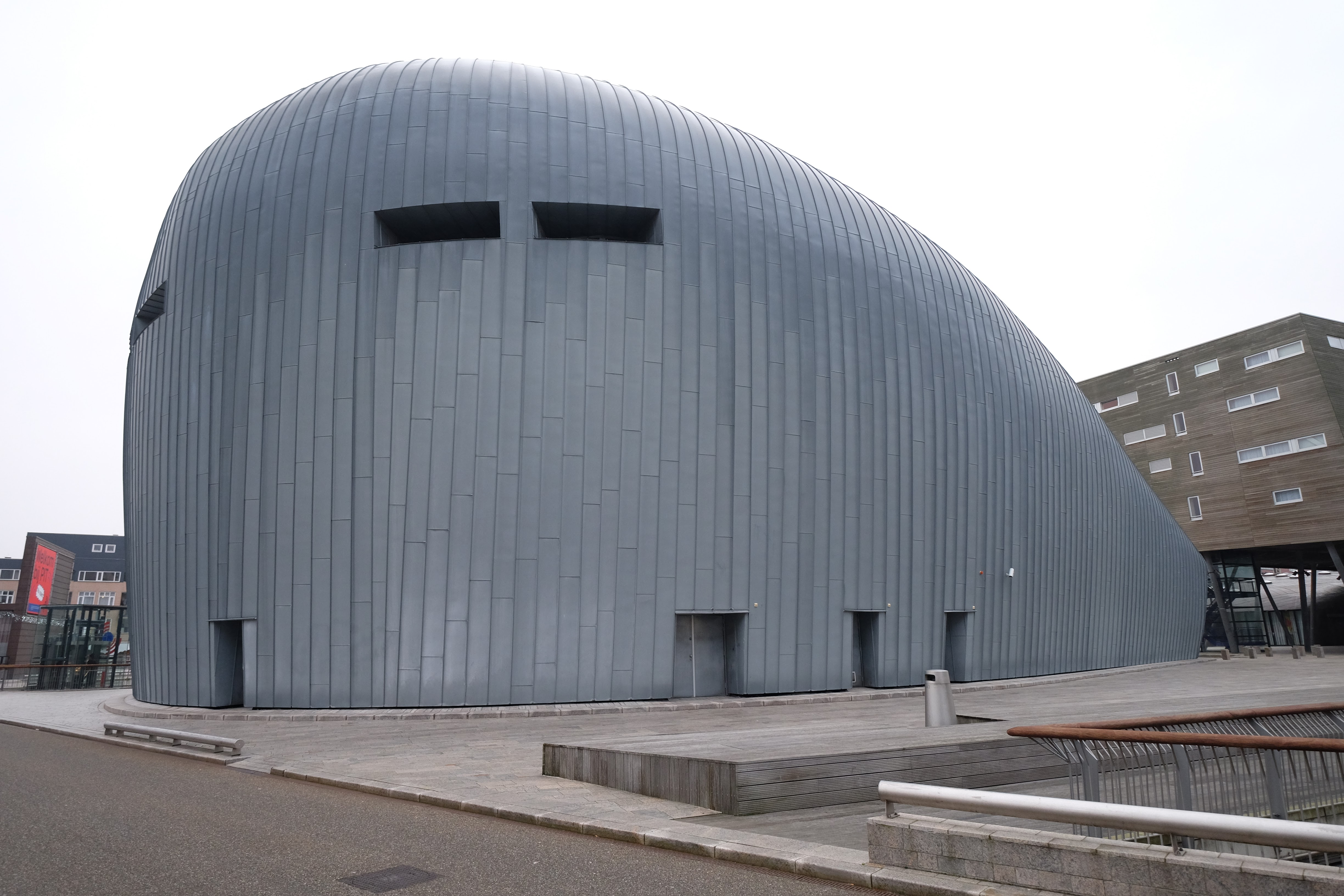
Urban Entertainment Center in Almere (2002)
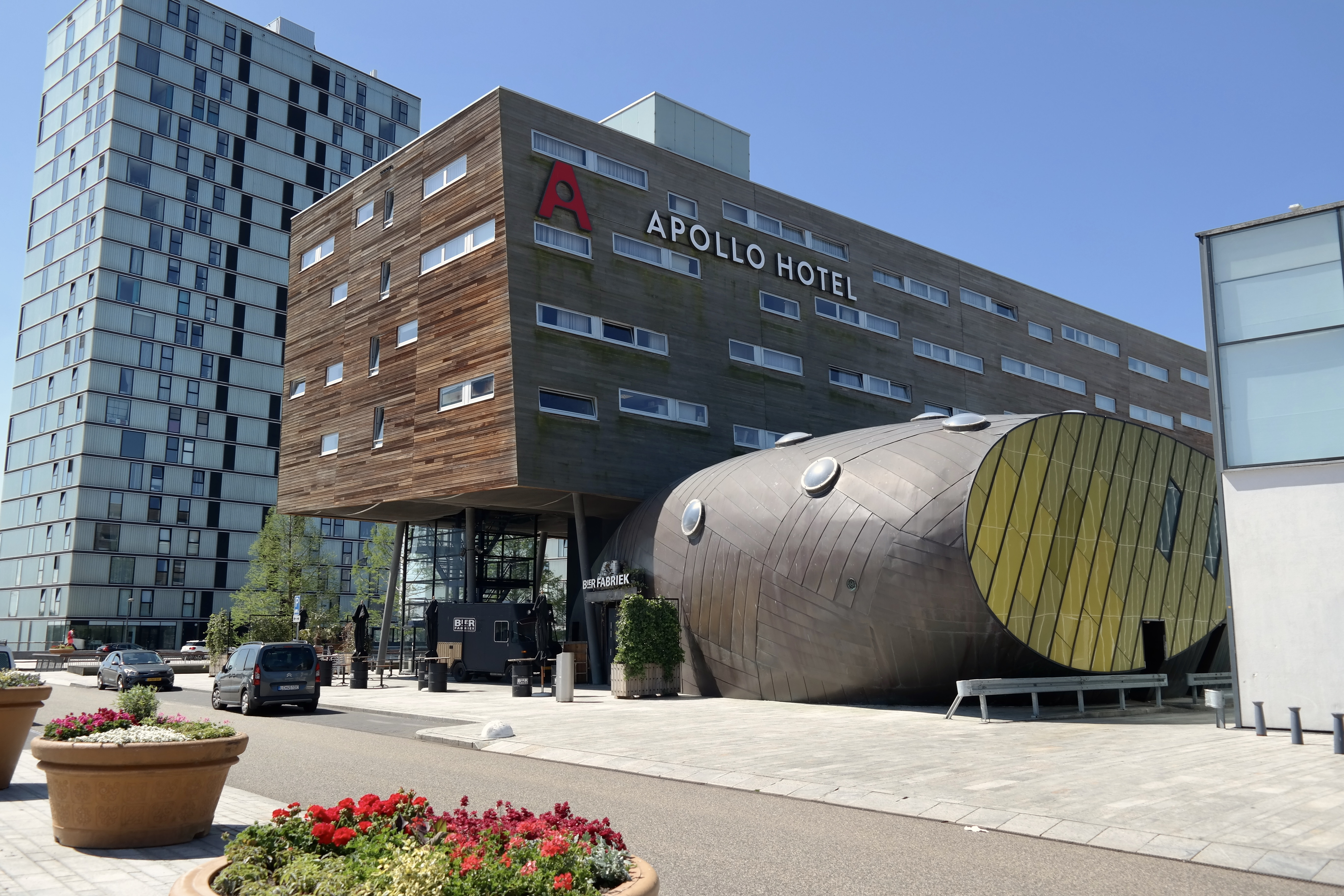
Hotel Urban Entertainment Center Almere (2003)
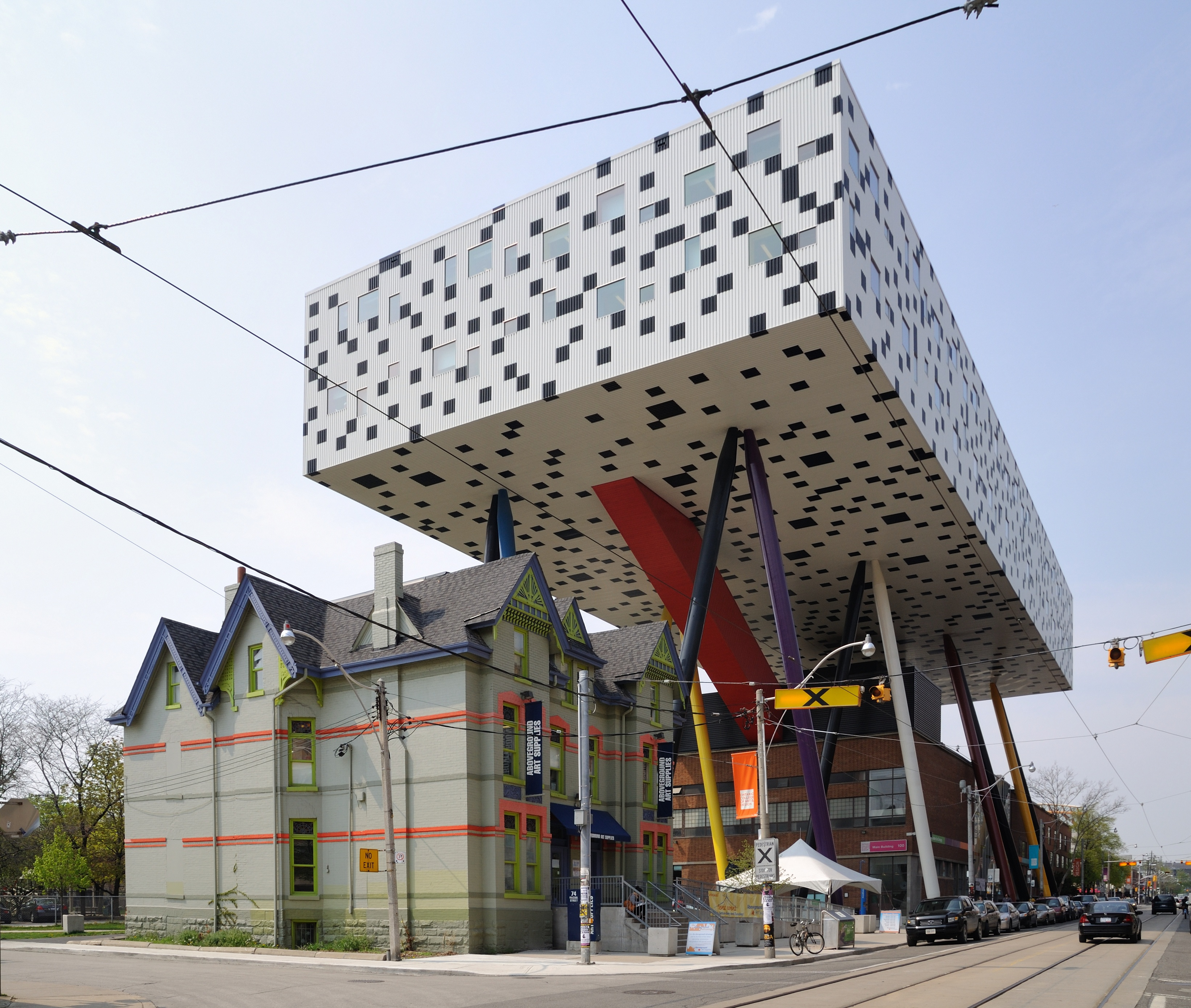
Sharp Centre for Design in Toronto (2004)
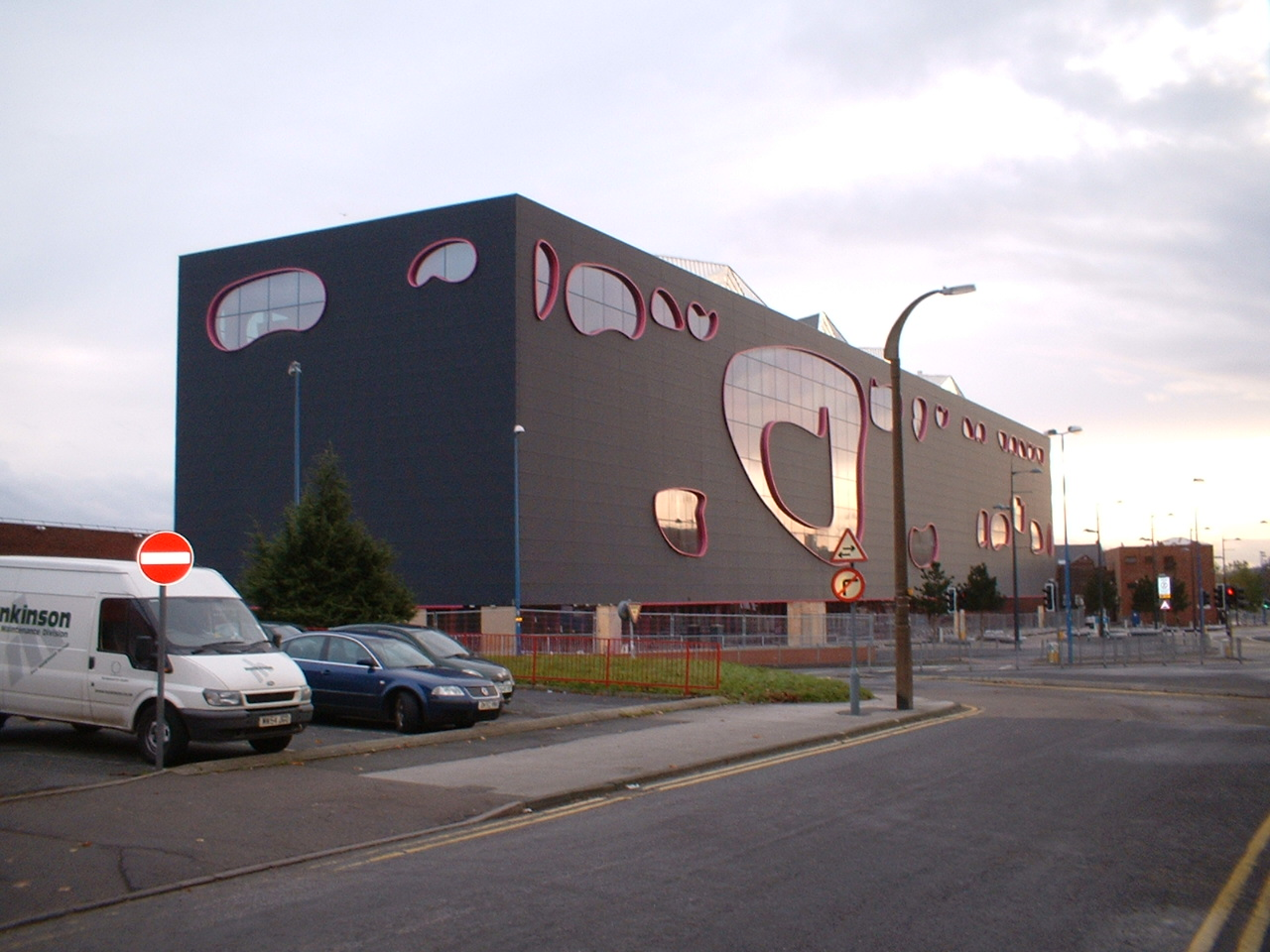
Het gebouw 'The Public' in West Bromwich (2008)
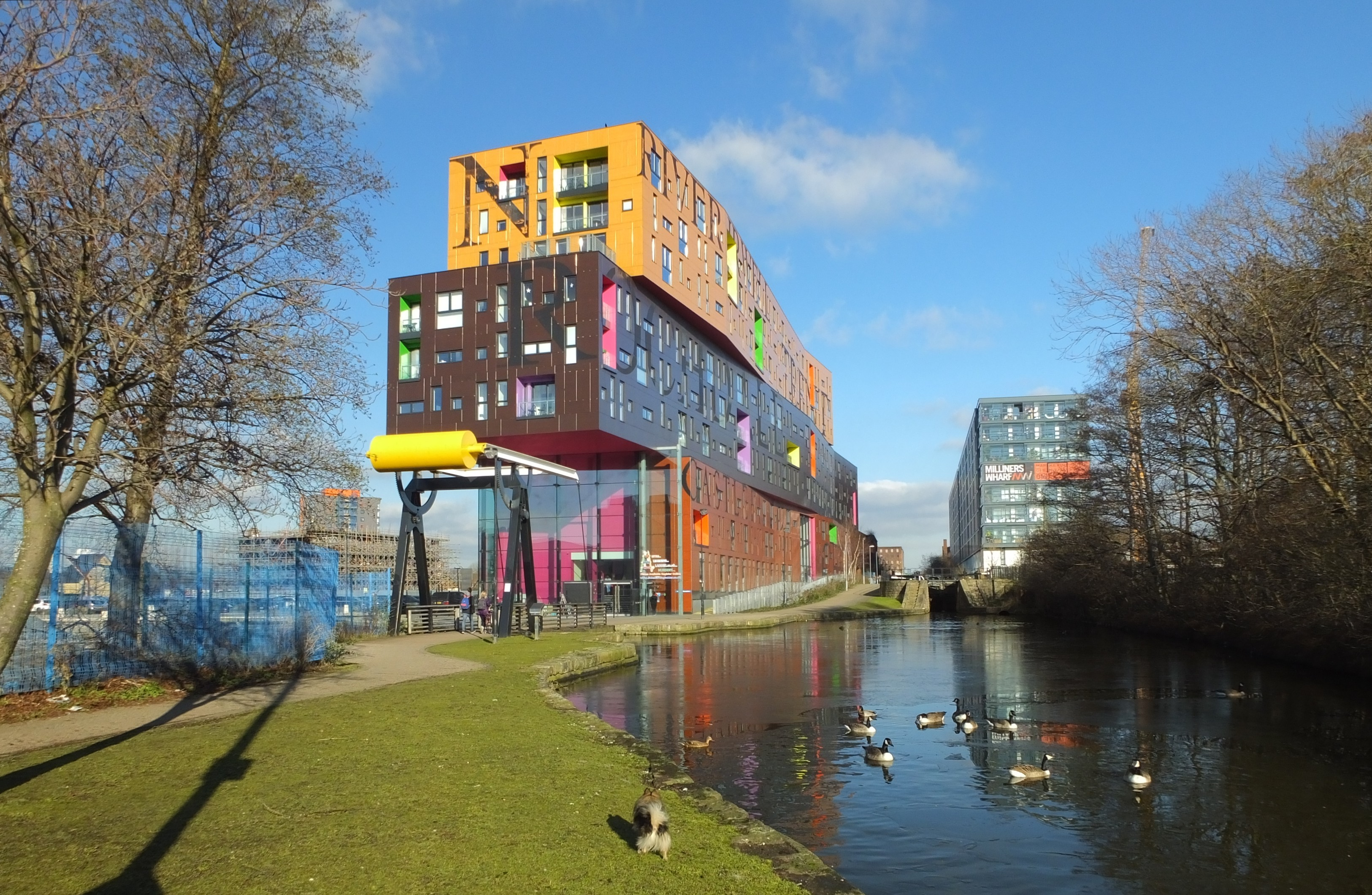
New Islington in Manchester (2009)